# Китайський палац (Оранієнбаум)
 Китайський палац  — залишок палацово-паркового ансамблю доби рококо «Власна дача» російської імператриці Катерини II. Розташований в сучасному місті Ломоносов (Оранієнбаум, Росія), в західному і найвіддаленішому передмісті Санкт-Петербургу.

## Історія
Це був перехідний період від пізнього бароко і короткого російського рококо до класицизму. В Російській імперії перехідний період ускладнився палацовими переворотами і зміною п'ятьох імператорів за термін 1740—1762 рр. Якщо імператриці у 1730-ті — 1740-ві роки були прихильницями бароко, то в пізні роки володарювання Єлизавети Петрівни набуває міці рококо. Після захвату престолу у 1762 р . Катериною II розпочався період розриву з панівною стилістикою попередників заради класицизму, в який вкладався зміст оновлення, нової епохи правління в Росії, демонстративно пов'язаний з особою Катерини II.

## Первісний план Рінальді

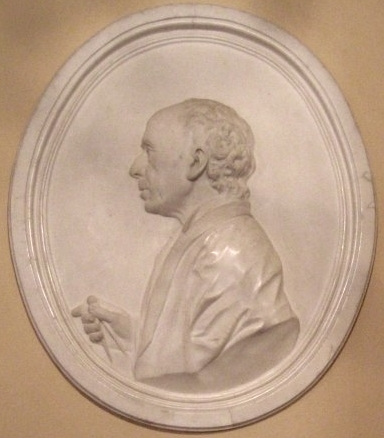
Скульптор Шубін Федот Іванович, портрет Антоніо Рінальді, 1782 р. Гатчинський палац.

Антоніо Рінальді прибув в Петербург у 1756 р. з України, де працював по замовам гетьмана Розумовського. Його запросили на працю в так званий малий двір, де головували Петро III та його дружина. Саме для них і були створені перші паркові будівлі Рінальді в стилістиці рококо в Оранієнбаумі. Після захвату престолу у 1762 р . Катериною ІІ — Рінальді зберіг посаду головного архітектора на відміну від Растреллі.(Вартоломей Растреллі спочатку отримав довгу відпустку, а потім відставку з посади придворного архітектора.)
Значне підвищення статусу Катерини спричинило справжній будівельний бум в столиці та її передмістях. З 1762 р. вона виділяє значні кошти на будівництво палацово-паркового ансамблю південніше від Меншиковського палацу в Оранієнбаумі. Проект, що отримав назву «Власна дача», створив Антоніо Рінальді. Подовжену земельну ділянку за проектом Рінальді розділяли на дві частини. Східна — розплановувалась як пейзажний парк з регулярними частинами і невеличким палацом, а західна — як низка ставків і острівців з павільйонами. Найбільш повно була розбудована тільки східна частина. Саме тут і побудували Китайський палац.

## Палац

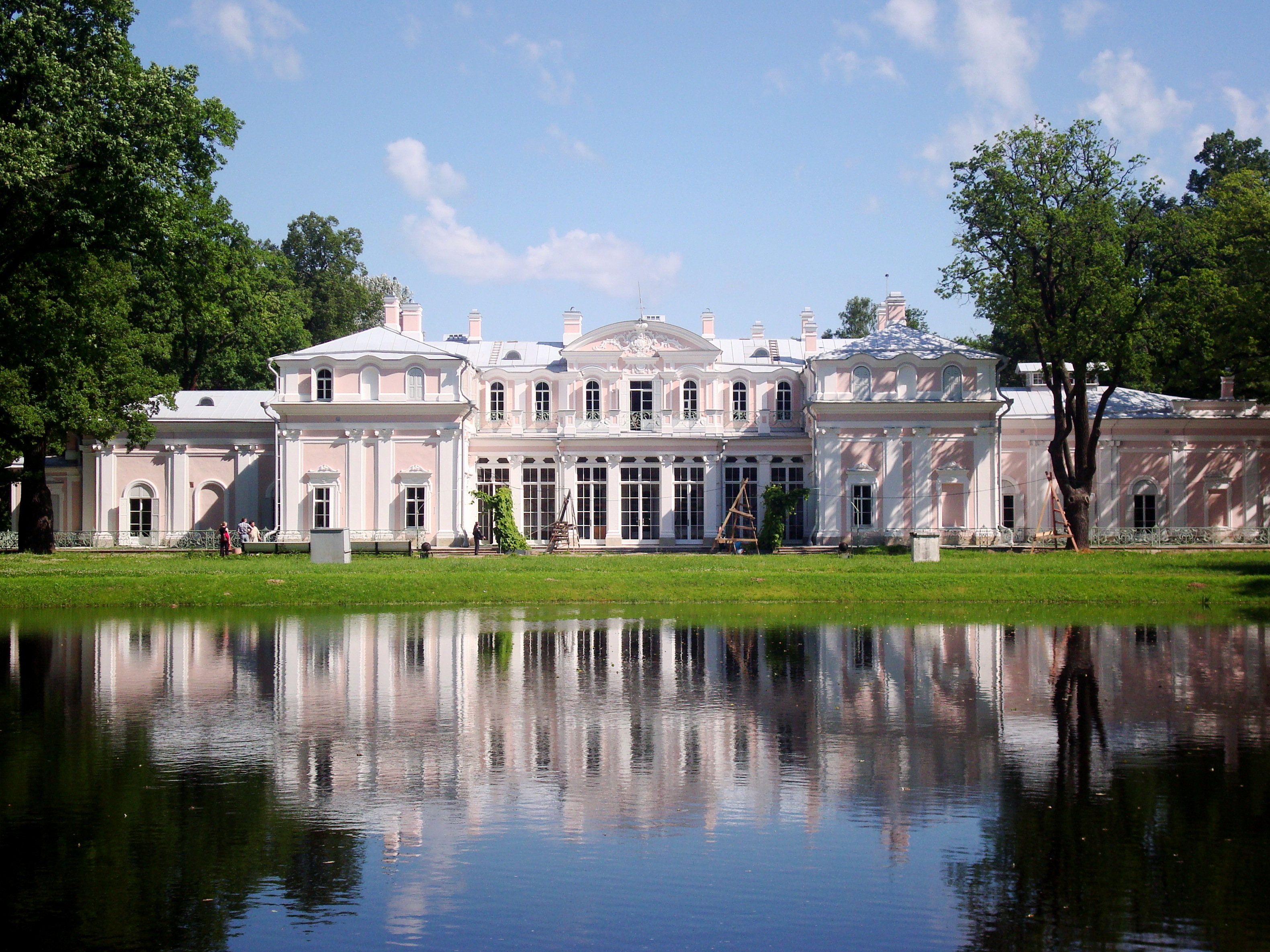

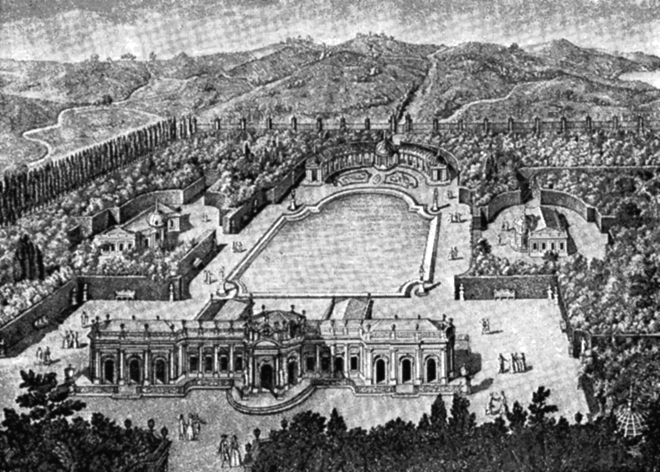
Первісний проект ансамблю. Гравюра.

Первісна назва палацу — Голландський будиночок (саме так його називали за часів Катерини ІІ). Назва «Китайський палац» виникла лише у 19 столітті через наявність в споруді декількох залів, створених в стилі шинуазрі (китайщина).
Палац побудували поблизу ставка поряд з перголою та двома павільйонами та наскрізною колонадою. Разом вони утворювали невеликий симетричний ансамбль зі ставком в центрі. Стежками ансамбль поєднувався з окремими і віддаленими будівлями Оранжереї, кавалерського корпусу і кухні (палац не мав власної кухні).
Фасади палацу — досить стримані, прикрашені вікнами, неглибокими нішами та великими дверима. На північному фасаді — гранчата напівротонда та круглі вікна для кращого освітлення інтер'єру.

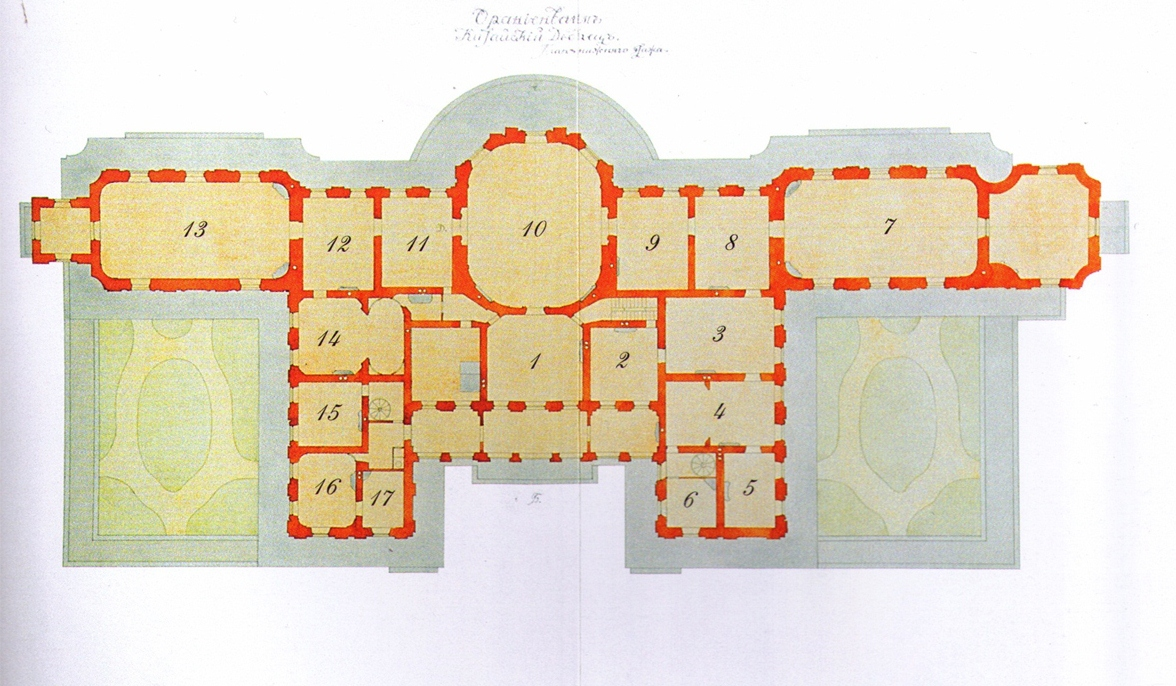
Китайський палац, план.

Палац у 18 столітті був одноповерховий, другий поверх був надбудований лише у 19 столітті. Хоча довжина палацу дорівнює 79 метрів, а найбільш висока зала — 7 метрів, на сучасників він справляв враження лише паркового павільйону. Його і в документах тої доби називали «Будиночок маленький», "Будиночок, що в Верхньому саду". З парковими павільйонами будівлю ріднило і ніжне, рожеве розфарбування з білими деталями, та масштаб споруди, споріднений зі зростом дорослої людини.
Дослідження споруди виявили, що будівництво відбувалося в поспіхом. Палац вибудовано на кам'яній терасі навіть без цокольного поверху. Близькість ґрунтових вод зумовила високу вологу повітря навіть в залах споруди. Тому спінописи страждали від плісняви і потребували реставрації ще у 19 столітті. Ті ж завдання постають і перед сучасними реставраторами. Споруда потребує нових засобів гідроізоляції та кліматконтролю, аби відповідати сучасним вимогам до експлуатації музейних приміщень.

## Паркове оточення

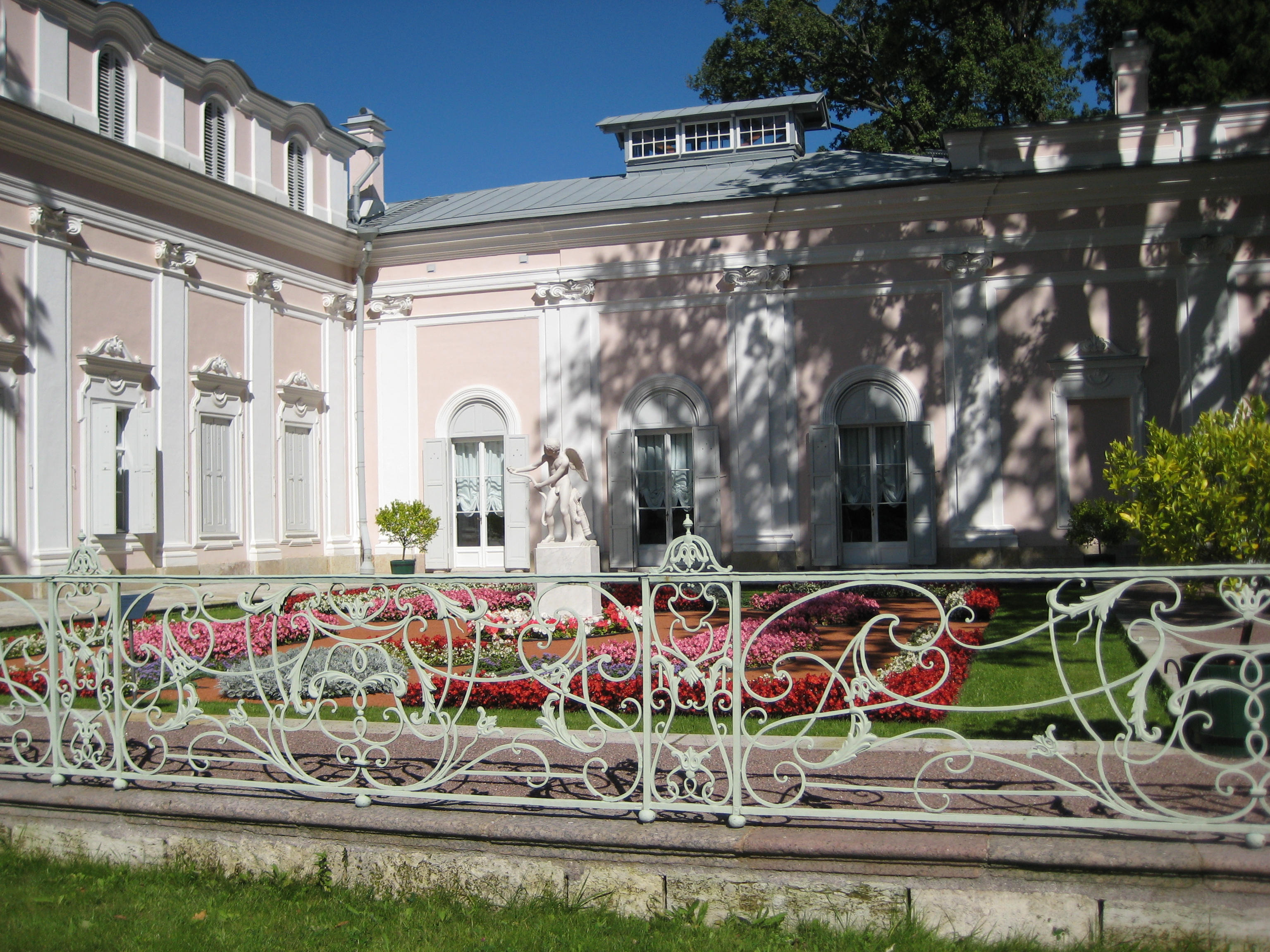
Китайський палац, фігурна ґратка і скульптура «Амур»

Відгомоном бароко були скульптури на даху північного фасаду та мармурові скульптури поблизу палацу. Імператриця Катерина II ще за інерцією замовила скульптури майстрам Венеції — Джованні Маркьорі, Джузеппе Торретто, Джованні Марія Морлейтеру. Їх і розмістили в партерах саду навколо палацу. Це були алегоричні фігури, серед яких -
- « Мудрість »
- «Сила»
- « Живопис »
- « Математика »
- « Архітектура »
- «Майстерність Різьблення »
- «Спостереження»
- «Покора»

Парковому оточенню та зв'язку палацу з парком приділяли значну увагу. Він був пов'язаний з оточенням великими вікнами і дверима, невеличкою терасою та металевими огорожами-ґратками з рослинним візерунком.

## Зали

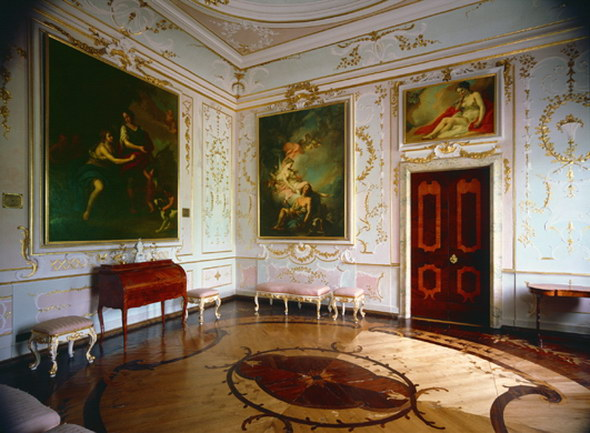
Сиренєва вітальня
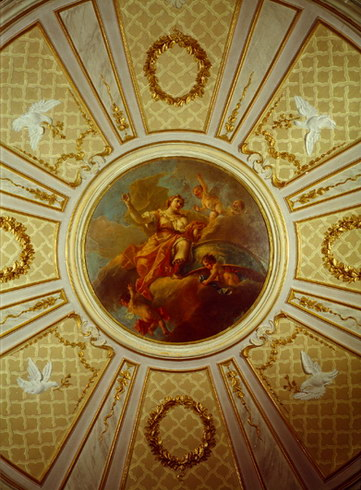
Китайський палац. Худ.Гаспаро Діциані. Плафон «Алегорія географії»
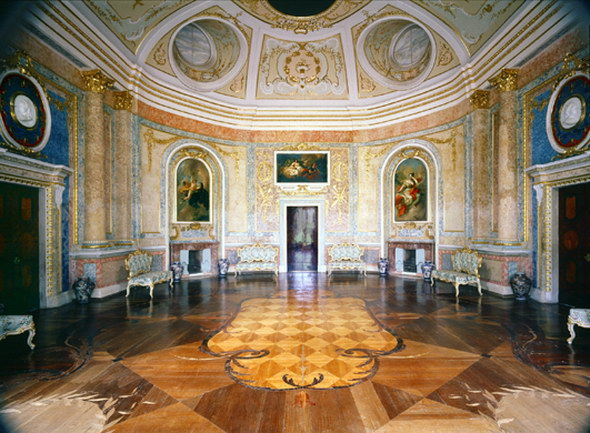
Велика зала
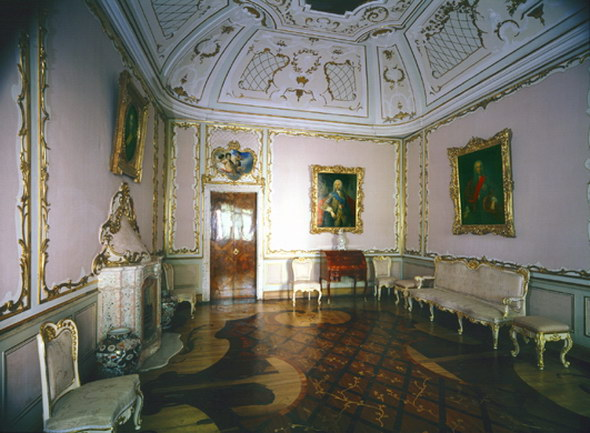
Вітальня

На відміну від стриманих фасадів оздобі залів палацу приділяли особливу увагу. Стелі прикрасили плафонами, замовленими в Академії мистецтв міста Венеція. Ліплені оздоби визолотили і розфарбували, їх комбінували з мозаїками, оригіналами живопису, меблями і порцеляною західної Європи та Китаю, штучним мармуром і скульптурами. Кожна зала палацу мала тільки їй властиві оздоби.

## Склярусний кабінет

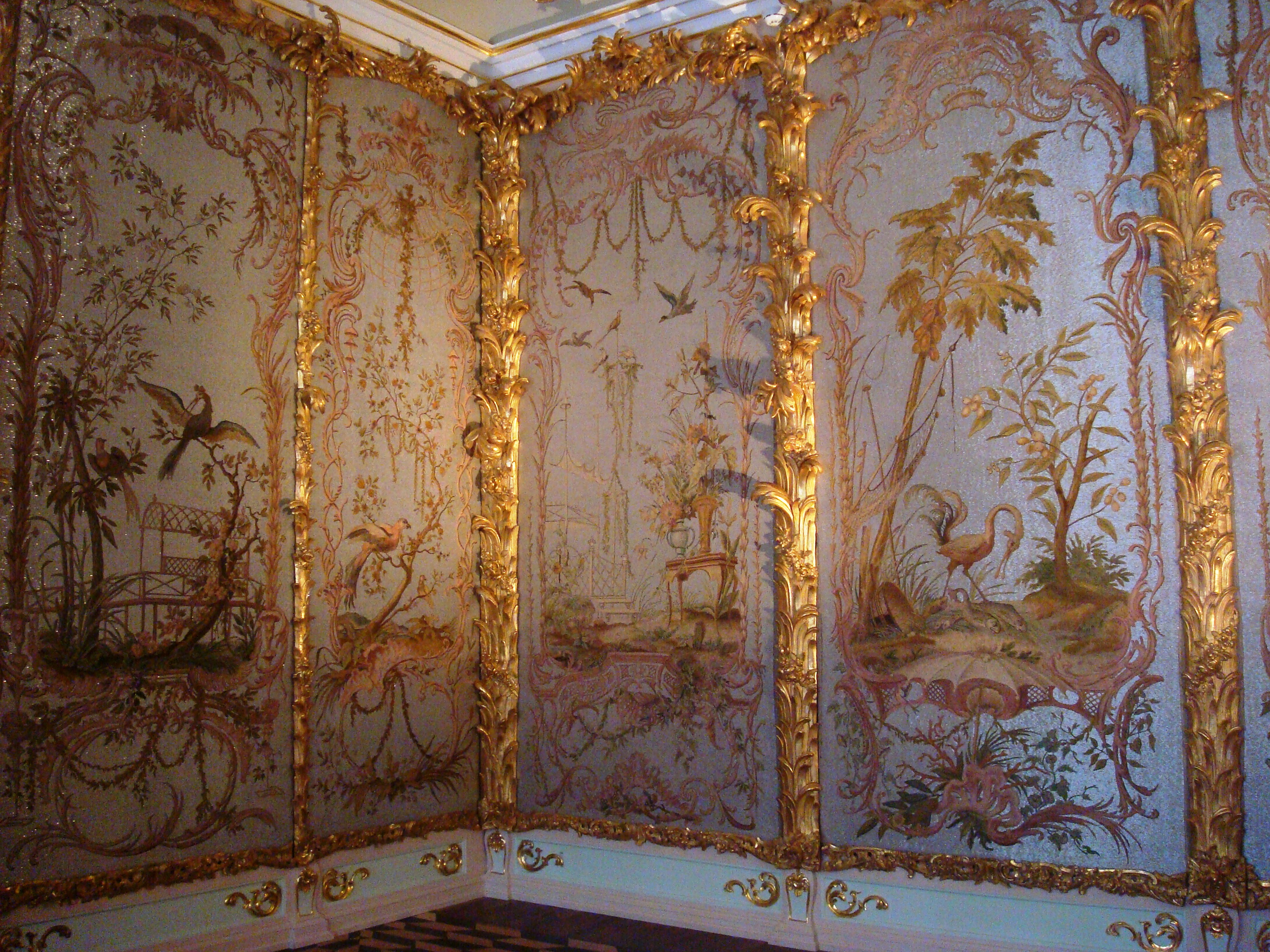
Чотири панно з десяти Склярусного кабінету.

Святкове, світле враження справляв на відвідувачів Склярусний кабінет (або Стеклярусний, Мозаїчний покой). Стеклярус (склярус, бісер)- кольорові скляні намистини та трубки, пришиті до основи. Було створено 10 великих стеклярусних панно та два десюдепорти (оздоби над дверима). Панно прикрашені вишивками з кольорового шовку з зображенням тропічних рослин та екзотичних птахів. Усі панно відокремлені визолоченими рамами. Склярус має властивість мерехтіти при освітленні, як мозаїка, що підсилювало його декоративні якості. У 18 столітті і підлога кабінету була мозаїчною, пізніше замінена на дерев'янийпаркет.Розкішні оздоби кабінету підсилював і плафон на стелі з алегоріями Щедрості та Заздрісті, останню жене геть Амур (художник Гаспаро Діцціані). Цей кабінет — унікальний серед збережених інтер'єрів 18 століття.

## Великий Китайський кабінет
Найбільш парадними були Зала муз (на стінописах зображені музи) та Китайська галерея (сучасна назва — Великий Китайський кабінет).
Великий Китайський кабінет, створений Ріальді, це відображення фантастичної уяви про Китай, його природу, державний устрій, свята і традиції. Стелю кабінету прикрасив плафон (живопис) на тему «Китайське весілля» у фантазійному варіанті (італійські художники Серафіно та Джузеппе Бароцци). Стіни вкрили дерев'яними панелями з копіями побутових сцен китайського життя — твір російських та європейських майстрів. Серед оздоб кабінету — порцеляна Китаю, вироби з лаку та бронзи, дерев'яні ліхтарі з китицями, китайські меблі, різьблена скульптура з екзотичних сортів азійських дерев тощо.